# 12895 Balbastre
A 12895 Balbastre (ideiglenes jelöléssel 1998 QO99) a Naprendszer kisbolygóövében található aszteroida. Eric Walter Elst fedezte fel 1998. augusztus 26-án.